# ترنس کراوفورد
ترنس کراوفورد (انگلیسی: Terence Crawford؛ زادهٔ ۲۸ سپتامبر ۱۹۸۷) بوکسور اهل ایالات متحده آمریکا است.